# Pornographie sur Internet
Pour des articles plus généraux, voir Pornographie et Cybersexe.

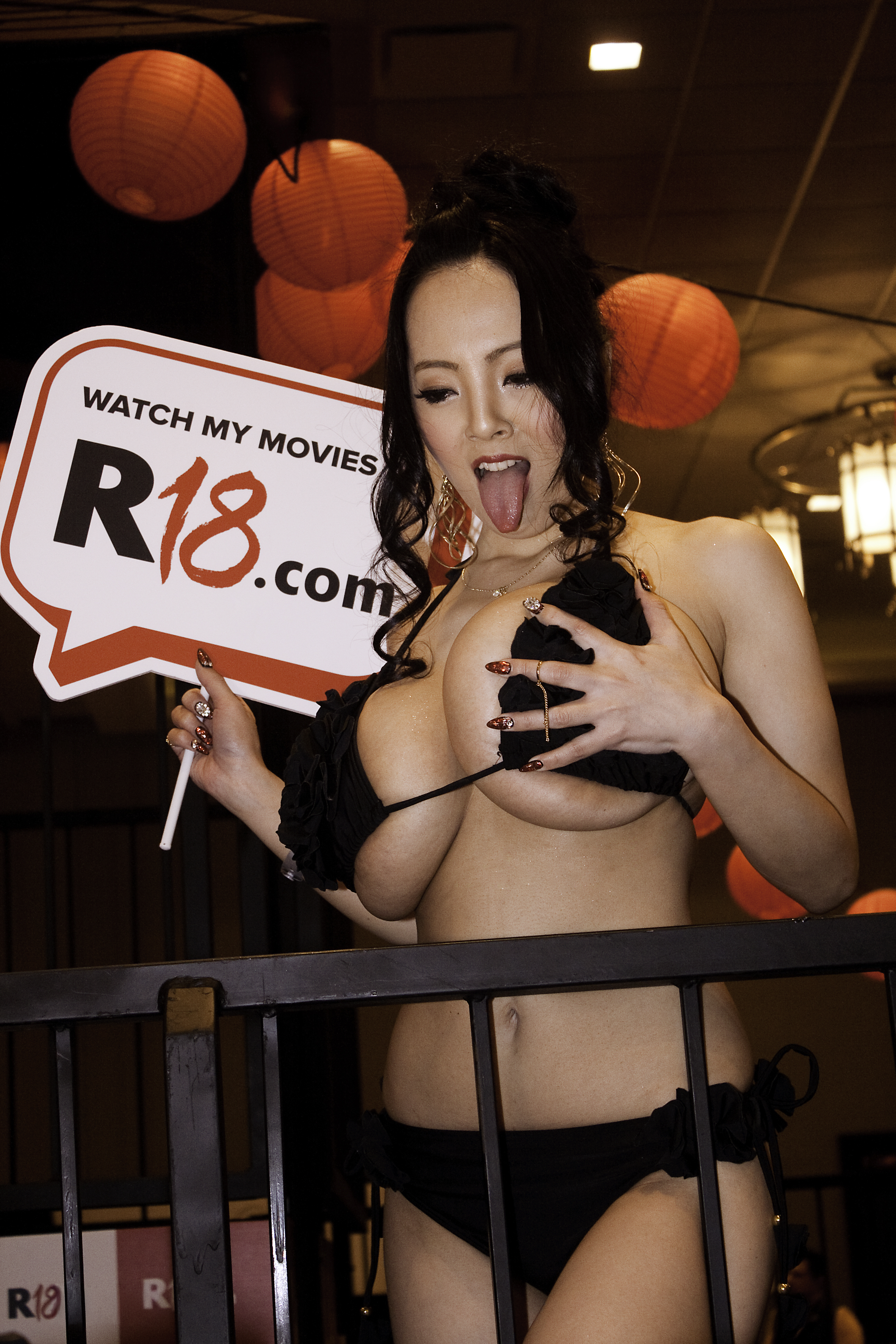
L'actrice pornographique Hitomi Tanaka tenant une pancarte Watch my movies - R18.com (Regardez mes films - R18.com.

En 2024, Pornhub, premier site web pornographique mondial en fréquentation, est aussi le seizième site le plus consulté dans le monde.

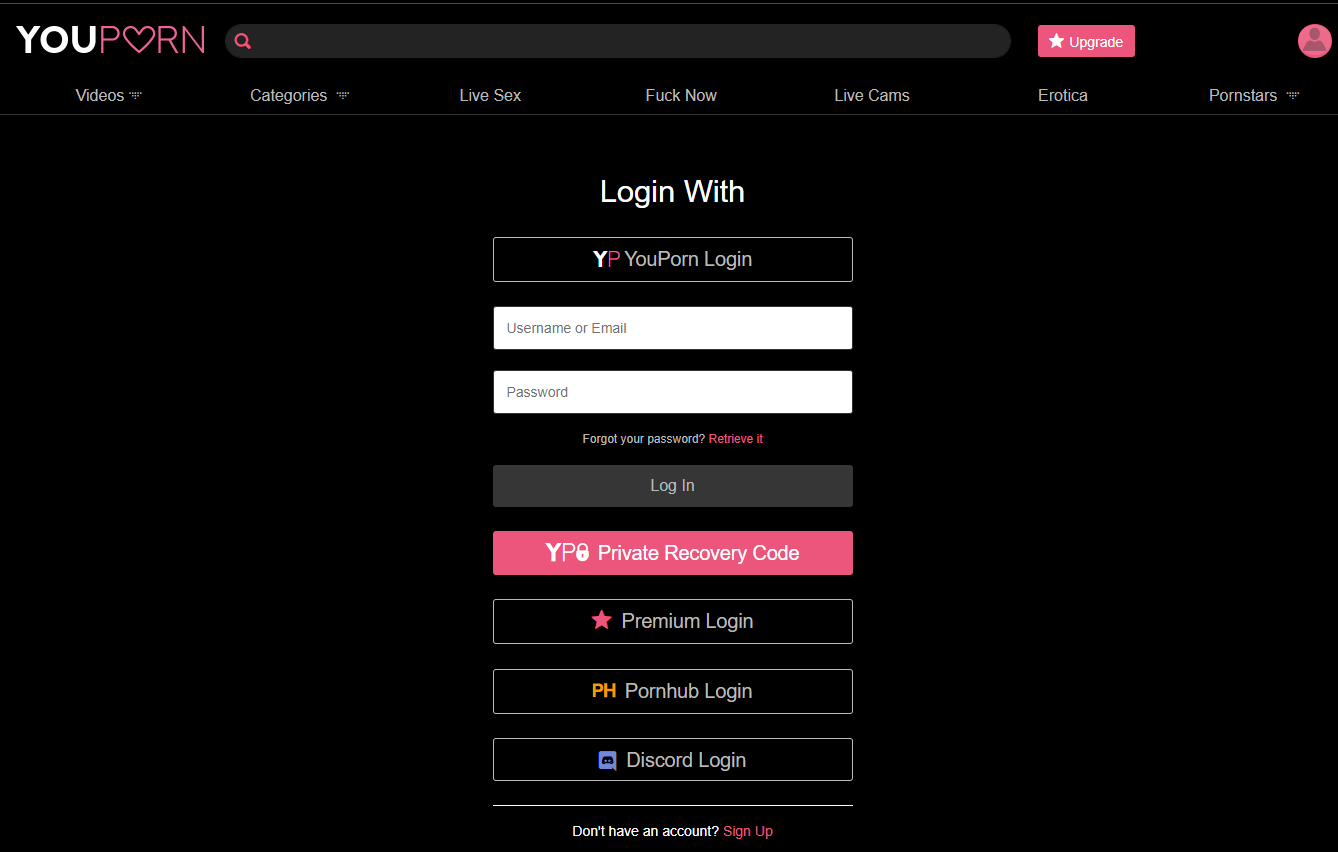
Page de login de YouPorn.

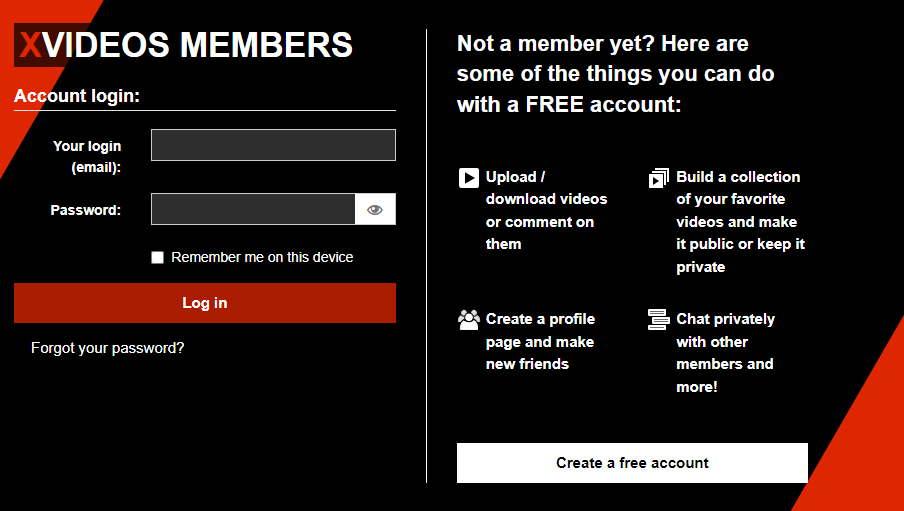
Page de login de XVideos.

Évolution du nombre de visiteurs d'OnlyFans entre septembre 2017 et août 2022.

La pornographie sur Internet est la pornographie accessible sur Internet via des sites web et des applications mobiles, un échange de fichiers par des réseaux peer-to-peer et des réseaux Usenet.
Même si la pornographie était disponible sur Internet chez les professionnels dès les années 1980, c'est l'explosion du nombre d'internautes grand public à partir du milieu des années 1990 et du début des années 2000, lorsque les ordinateurs (et principalement Internet) se sont démocratisés, qui a mené à une très forte expansion de la pornographie sur Internet.

## Histoire et méthodes de distribution

### Débuts d'Internet
L'ASCII porn — parfois typographié « ASCII p0rn » par euphémisme — est l'ensemble des images pornographiques en ASCII art. L'ASCII porn a été la première forme de pornographie sur Internet, et était déjà populaire avant l'invention du World Wide Web et se rencontrait sur les BBS autres systèmes à terminaux en mode texte accessibles par modem à accès par ligne commutée. L'ASCII porn s'échangeait également par Fidonet ou Sneakernet ou par email, telnet, usenet, etc.
Un facteur de propagation de l'ASCII porn est la compatibilité du standard du codage des caractères ASCII, qui pouvaient être affichés sur la plupart des écrans — alors que les premiers ordinateurs de bureau et terminaux informatiques étaient incapables d'afficher des images numériques — et pouvaient être imprimés sur la plupart des imprimantes. L'ASCII porn pouvait également être composé à la main, avec seulement un éditeur de texte. Avec l'avènement du World Wide Web, l'ASCII porn est tombé dans l'oubli.

### Pages payantes et pages gratuites
En 2005, l'arrivée des vidéos en streaming sur Internet s'accompagne d'une création importante de sites pornographiques. Rapidement, ces sites proposent une catégorisation des pratiques sexuelles sous la forme d'une encyclopédie de la sexualité, permettant aux utilisateurs de filtrer leurs recherches en fonction de leur attente ou de leur désir. Les règles des algorithmes des moteurs de recherche participent de cette concentration. Les plateformes de diffusion comme Pornhub ou XHamster proposent à leur public la possibilité de créer un profil personnalisé, permettant à l'utilisateur de liker une vidéo, de la partager ou de la commenter, voire la télécharger. À l'instar de l'ergonomie et des fonctionnalités des réseaux sociaux, les plateformes ont contribué à une forme de "normalisation sociale" de la pornographie.

## Distributions
49 % de la population adulte du Royaume-Uni avait visité un site pornographique en septembre 2020, soit 26 millions de visiteurs uniques, soit encore un peu moins qu’Instagram mais un peu plus que Twitter.
En 2024 et selon les statistiques issues de la réglementation DSA, 59 % de la population espagnole totale consultent chaque mois l'un des trois plus gros sites mondiaux.
En 2017, 78 % du trafic féminin ont entre 18 et 34 ans.

## Produits

### Photos et vidéos
Les sites de diffusion de contenu vidéo relaient des vidéos tournées par des amateurs ou des professionnels, vidéos soumises à une modération a priori par des équipes spécialisées.
Des photos et des vidéos pornographiques sont aussi diffusées sur des plateformes web et mobiles telles qu'Onlyfans et Mym.

### Webcams
Une camgirl ou cam-girl est une femme exposant son corps sur Internet (sur une plateforme de sexcam) de manière sexuellement explicite par le biais d'une webcam, souvent pour gagner de l'argent et des cadeaux. Le terme connexe correspondant aux hommes est « camboy » ou « cam-boy ».

## Statut légal
En France, l'Autorité de régulation de la communication audiovisuelle et numérique (Arcom) est chargée de faire respecter l'interdiction d'accès aux mineurs.

## Pornographie et protection des mineurs

### Consommation des adolescents
L'arrivée dans les foyers de la connexion internet à haut débit au début des années 2000 et le développement des smartphones ont facilité l'accès à internet : 97 % des adolescents ont une présence régulière en ligne. Cette aisance de connectivité, à défaut de contrôle parental efficace, engendre une exposition à du contenu pornographique. Un rapport de l'Assemblée Nationale révèle qu'en 2005 trois-quarts des garçons de 9 ans ont déjà vu un film pornographique . En 2007, une étude américaine révèle que 47 % des adolescents américains (garçons et filles) ont visionné des images à caractères pornographiques en ligne, de manière consenti ou non. En 2017, l'IFOP publie une étude sur la consommation de pornographie des adolescents français : 63 % des hommes et 37 % des femmes interrogés déclarent avoir « surfé sur un site pour y voir des films ou des images pornographiques ». L'IFOP rapporte également que le smartphone est le support de visionnage le plus utilisé devant l'ordinateur portable, l'ordinateur de bureau et enfin la tablette tactile.
En 2024, l'agence française régulatrices des télécommunication (ARCOM) publie une enquête indiquant que chaque mois, approximativement 40 % des enfants vont sur des sites pornographiques.  

### Encadrement législatif

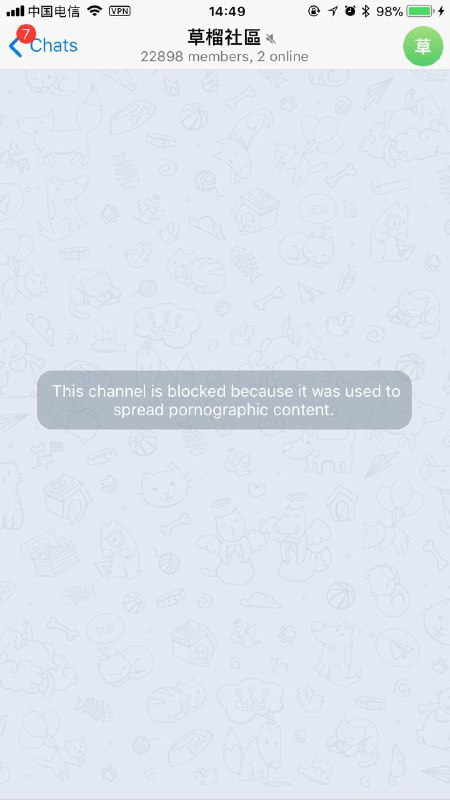
Chaîne Telegram bloquée pour diffusion de pornographie.

#### Union européenne
Le Règlement sur les services numériques (DSA, pour Digital service act) est adopté en 2022 et appliqué dès août 2023 pour les grandes plateformes, puis le 17 février 2024 pour l'ensemble d'Internet. 
Le 27 mai 2025, une enquête est ouverte par la Commission européenne à l'encontre de 4 sites web pornographiques, Pornhub, Stripchat, XNXX et XVideos, pour ne pas avoir mis en place de moyen appropriés pour s'assurer que les personnes qui les visitent sont majeures. Ils encourent une amende d'un montant allant jusqu'à 6 % de leur chiffre d'affaires mondial, et dans le cas de récidive une interdiction en Union européenne.

##### France
En France, la majorité gouvernementale sous le premier quinquennat présidentiel d'Emmanuel Macron a, à plusieurs reprises, énoncé le souhait de mieux contrôler l'accès des sites pornographiques aux mineurs. Emmanuel Macron s'est plusieurs fois exprimé sur le sujet, évoquant que « nous ne pouvons pas [...] fermer les yeux sur l'influence que peut exercer sur de jeunes esprits, un genre qui fait de la sexualité un théâtre d'humiliation et de violences faites à des femmes qui passent pour consentantes ». Jusqu'à présent, un simple bandeau d'avertissement (appelé aussi « disclaimer ») invite l'utilisateur a déclarer sur l'honneur qu'il présente l'âge requis l'autorisant à accéder au contenu pour adultes. En janvier 2020, Cédric O, secrétaire d’État chargé du numérique, précise les réflexions du gouvernement, évoquant un renforcement et une généralisation d'un contrôle parental. Le même mois, différents acteurs du numériques, comprenant les FAI et des opérateurs, signent une charte d'engagement dans le but de protéger les mineurs des contenus pour adultes.
Le milieu pornographique réagit également de son côté, avec la publication en avril 2021 d'une charte de déontologie,. Initiée par la société Marc Dorcel, elle est rédigée par l'ancienne actrice pornographique Liza del Sierra, le sociologue Alexandre Duclos et l'avocat Matthieu Cordelier. 18 recommandations sont ainsi proposées, parmi lesquelles le respect de l'hygiène et de la sécurité au moment des tournages, la description des pratiques et des scènes attendues lors de la signature du contrat ainsi que l'annonce de la rémunération.
Le Conseil supérieur de l'audiovisuel (CSA) demande une restriction d'accès pour les mineurs de 18 ans. Devenu l'Autorité de régulation de la communication audiovisuelle et numérique (ARCOM), l'organisme a attaqué en justice huit des plus gros sites pornographiques mondiaux en 2023.

#### États-Unis
Une loi fédérale visant à réglementer le contenu pornographique d'Internet, le Communications Decency Act, a été annulée par la Cour Suprême en 1996.

#### Ukraine
La pornographie est interdite depuis 1998 en Ukraine. En 2023, des députés proposent une loi qui pourrait dépénaliser la pornographie.

## Filtres et logiciels de contrôle parental
Le contrôle parental est un système intégré à des appareils électroniques (ordinateur, smartphone, console de jeux vidéo, télévision...) permettant de limiter l'accès à certains sites internet ou de limiter la durée d'usage d'un appareil. Il est généralement utilisé par les parents afin d'éviter que leurs enfants n'aient accès à certains contenus jugés inappropriés pour leur âge, telle que la pornographie.

## Impact social
Certains groupements activistes dénoncent une fétichisation de leur identité.

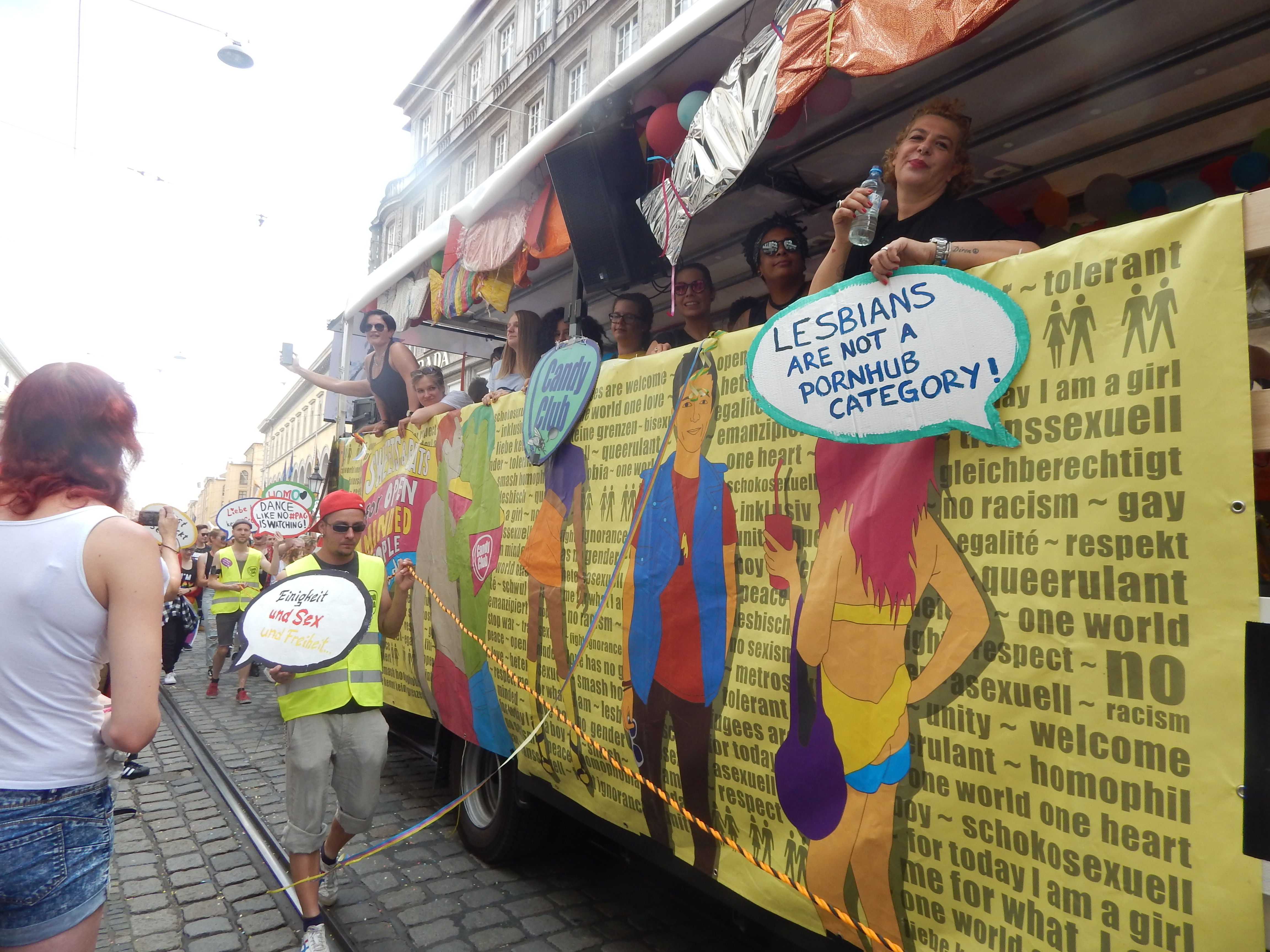
Pancarte Lesbians are not a PornHub category! (Les lesbiennes ne sont pas une catégorie Pornhub !).